# Truxx
Le Truxx est un bar homosexuel du centre-ville de Montréal, connu pour sa descente policière de 1977 qui déclenche un mouvement de contestation de la part de l'Association pour les droits des gai(e)s du Québec pour la reconnaissance de leurs droits. 

## Descente policière de 1977
Le 21 octobre 1977, le bar Truxx a été la cible d'une descente policière. Une cinquantaine de policiers y ont fait 220 arrestations, sur lesquelles 143 sont accusées de "grossière indécence" et d'avoir été présents dans "une maison de débauche". Cette descente était considérée comme la plus importante depuis la Crise d'Octobre.
Dans les jours suivants, des manifestations orchestrées par l'Association pour les droits des gai(e)s du Québec ont rassemblé deux mille  personnes en soutien à la cause.

## Impact sur la législation québécoise
La mobilisation a eu des échos jusqu'au Parlement du Québec après quoi l'Assemblée nationale a adopté la loi 88 contre la discrimination basée sur l'orientation sexuelle le 15 décembre 1977. Cette mesure a fait du Québec la première province canadienne à condamner la discrimination contre les gais et les lesbiennes. 
Malgré le fait que la Charte québécoise des droits et libertés de la personne ait été modifiée en conséquence, les policiers ont continué à marginaliser les membres de la communauté homosexuelle en se basant sur le droit criminel qui n'est pas soumis à cette charte. La descente policière au Sex Garage en 1990 témoigne de cette répression.

## Excuses officielles de la Ville de Montréal
Quarante ans après ces événements, le 18 août 2017, Denis Coderre, maire de la Ville de Montréal, aux côtés du chef du Service de police de la Ville de Montréal (SPVM), Philippe Pichet, présente des excuses officielles en présence du président fondateur de Fierté Montréal, Éric Pineault.